# Kowalik duży
Kowalik duży (Sitta tephronota) – gatunek ptaka z rodziny kowalików (Sittidae). Występuje od Turcji poprzez resztę Bliskiego Wschodu po centralno-zachodnią Azję. Niezagrożony wyginięciem.

## Taksonomia
Gatunek opisał po raz pierwszy Richard Bowdler Sharpe w roku 1872 na łamach The Annals and magazine of natural history. Holotyp pochodził z okolic miasta Kokand (wschodni Uzbekistan). Sharpe odnotował podobieństwo nowego gatunku do kowalika skalnego (Sitta neumayer), z którym kowalik duży jest blisko spokrewniony. Prócz tego wykazuje pokrewieństwo wobec kowalika kaszmirskiego (S. cashmirensis), o czym świadczy podobna konstrukcja gniazda.
Prawdopodobnie zróżnicowanie pod względem anatomicznym i ekologicznym wystąpiło poprzez izolację geograficzną tych dwóch gatunków. U kowalika dużego wykształciło się większe ciało i dziób niż u S. neumayer, ponieważ w zamieszkiwanych przezeń obszarach występują cieplejsze lata i chłodniejsze zimy. Kiedy oba gatunki spotkały się ponownie, po okresie allopatryczności wobec siebie,  w południowym Iranie. Doszło do rozszczepienia (rozsunięcia) cech; u tamtejszych kowalików dużych rozwinęły się większe rozmiary niż u kowalików skalnych, a szerokość paska ocznego (patrz Morfologia) wzrosła. Strefa sympatryczności w północnym Iranie zdaje się być nowsza w stosunku do południowej; stąd też rozszczepienie cech u obu populacji nie zaszło na północy kraju.
Występują cztery podgatunki.

## Podgatunki i zasięg występowania
Międzynarodowy Komitet Ornitologiczny (IOC) wyróżnia następujące podgatunki:
- S. t. obscura Zarudny & Loudon, 1905 – północno-wschodnia Turcja do Kaukazu i Iranu
- S. t. dresseri Zarudny & Buturlin, 1906 – południowo-wschodnia Turcja do północnego Iraku i zachodniego Iranu
- S. t. tephronota Sharpe, 1872 – wschodni Turkmenistan do południowego Kazachstanu, Afganistanu oraz zachodniego Pakistanu
- S. t. iranica (Buturlin, 1916) – północno-wschodni Iran i południowy Turkmenistan

Zamieszkuje urwiska, wąwozy oraz rumowiska skalne w górach. Pojawia się również w obszarach zadrzewionych. Możliwe, że preferuje obszary położone w sąsiedztwie strumieni. Obecność tego gatunku warunkuje występowanie dużych zbiorowisk roślinnych Astragalus–Artmesia–Rosaceae.

## Morfologia
Długość ciała 15–16 cm. Masa ciała (podg. dresseri) 42,7–55 g. S. tephronota jest duży jak na kowalika, rozmiarami dorównuje droździkowi. Wykazuje podobieństwo do kowalika skalnego, jednak odróżnia go dłuższy, mocniejszy dziób, większa głowa i dłuższa szyja, zaś czarny pasek oczny jawi się jako dłuższy i szerszy, a kolory ogólnie są jaśniejsze.
Występuje ten sam schemat upierzenia, co u S. neumayer różniący się szczegółami. Wierzch ciała pokrywają pióra barwy szarej, także sterówki szare, bez wzorów. Od ciemnego dzioba przez oko w tył biegnie czarny pas – u kowalika dużego sięga aż do łopatek. Pierś blada. Boki, brzuch i pozostała część tylnej połowy spodu ciała przybiera barwę różowopomarańczową; im dalej w tył, tym intensywniejszą. Osobniki młodociane wyróżniają jasne zwieńczenia piór na grzbiecie, płowy odcień pokryw skrzydłowych dużych, słabiej zarysowany i bardziej matowy pasek oczny.
Wymiary szczegółowe (przybliżone w mm, oryginalnie podane w calach) oraz – zamieszczone dla porównania – wymiary szczegółowe dla kowalika skalnego:
|                         | dziób | skrzydło | ogon | skok |
| ----------------------- | ----- | -------- | ---- | ---- |
| S. neumayer             | 19    | 74       | 47   | 23   |
| S. tephronota (holotyp) | 25    | 89       | 53   | 27   |

## Zachowanie

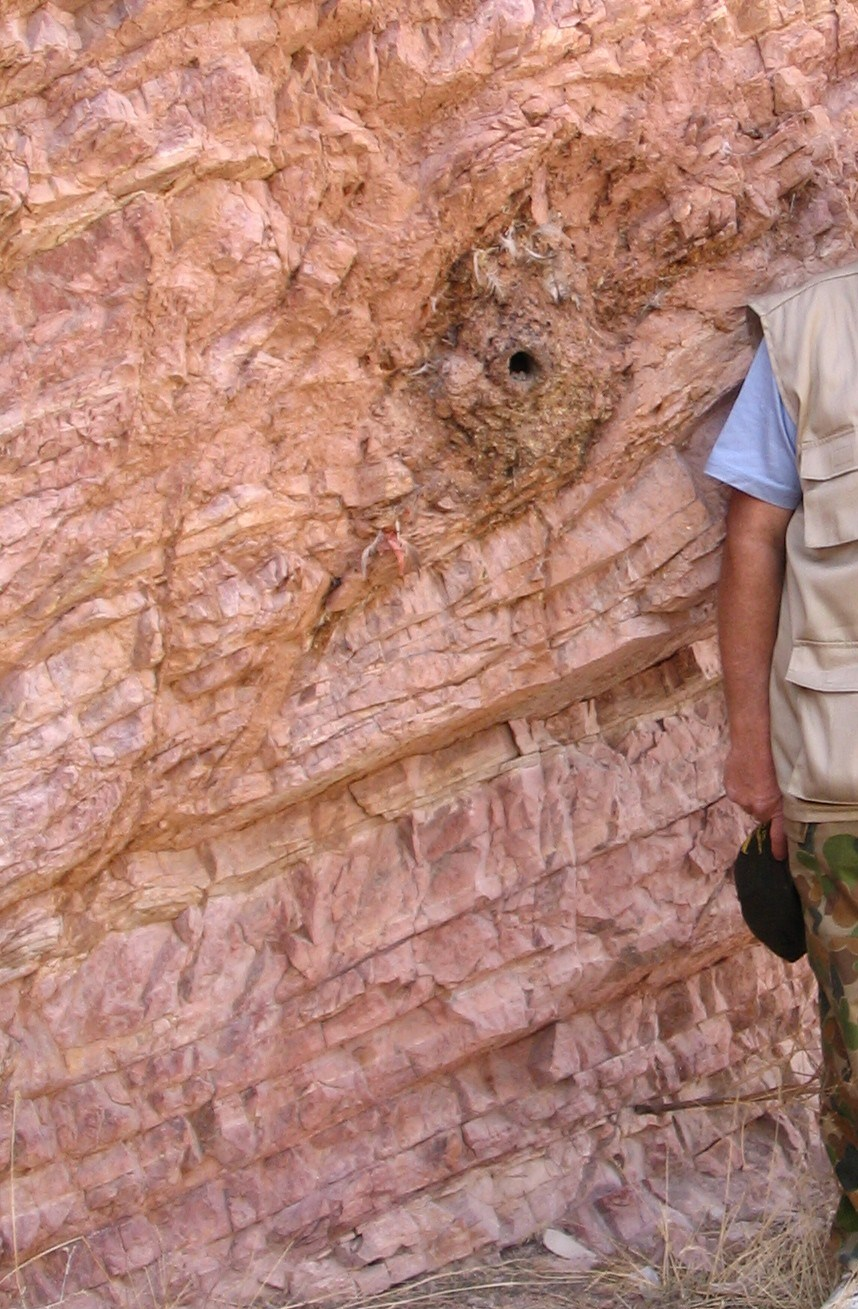
Gniazdo kowalika dużego

Ogólnie ptak przybiera postawę, w której zdaje się mieć środek ciężkości przechylony w przód, jednakże często staje wyprostowany w górę. Zwykle S. tephronota spotykany jest pojedynczo lub w parach. Sparowane ptaki pozostają ze sobą cały rok, śpiąc razem w gnieździe w zimie. Terytorialny ptak, na granicach terytoriów występują potyczki, jednak poza sezonem lęgowym stwierdzano grupy 2–3 lub nawet 16 osobników. Gatunek niepłochliwy, niekiedy zdaje się być ciekawski. Ptak, który wyczuł zagrożenie, zastyga w bezruchu na dobrze widocznej skale, okazjonalnie jedynie ruszając głową; gdy zostanie rozdrażniony, dygocze się i potrząsa skrzydłami.
Kowalik duży odzywa się piip-piip-piip, bardziej starannie brzmiącym i wyraźniejszym niż u kowalika skalnego. Do tego powtarza kiu-kiu i uii-uii, podobnie jak dzwoniec (Carduelis chloris). Żeruje na ziemi, pośród skał i kamieni. W lecie zjada głównie owady i ślimaki. Od jesieni do wczesnej wiosny zjada głównie nasiona, np. moreli (Armeniaca vulgaris), czereśni (Prunus avium), migdałowca (Amygdalus communis). Od późnego lata zaczyna chować ślimaki i nasiona w skrytki pod kamieniami oraz w szczelinach – w tym drugim przypadku nakrywa przyszły posiłek drobnymi kamyczkami; do tego pożywienie ukrywa za płatem kory lub wciska w glebę.

## Lęgi
Na południowych terenach dawnego ZSRR okres lęgowy trwa od stycznia do czerwca; doniesienia o późniejszych zniesieniach prawdopodobnie dotyczą drugiego lęgu. W Iranie lęgi wyprowadza w marcu, w Afganistanie od marca do maja, w Pakistanie od końca lutego do maja. Prawdopodobnie ptaki dobierają się w pary wczesną wiosną. W trakcie zalotów ptak stroszy czarne pióra paska ocznego. Gniazdo kształtem przypomina manierkę. Oba ptaki z pary budują je w szczelinie skalnej lub innym otworze, także w drzewie, skarpie rzecznej albo w budynku. Może być również zlokalizowane w opuszczonym gnieździe żołny (Merops), kraski (Coracias) lub dzięcioła. Otwór wejściowy częściowo zaklejony jest zaprawą z błota, śliny, odchodów, piór, włosów, żywicy, skrawków materiału; kowalik pozostawia otwór o średnicy 3,5–5 cm. Niekiedy zdarzają się tunele prowadzące do komory gniazdowej o długości 4,5–15 cm. W zniesieniu zwykle 5–7 (ogólny zakres to 4–9) jaj o wymiarach około 21,1 na 16,1 mm. Skorupka ma barwę białą i jest skąpo pokryta ochrowymi, czerwonawymi, rzadziej szarofioletowymi plamkami, skupionymi głównie przy szerszym końcu. Inkubacja trwa 12–14 dni, wysiaduje jedynie samica, samiec w tym czasie dostarcza jej pokarm. Młode karmione są przez oba ptaki z pary, jednak w pierwszym tygodniu życia głównie przez samca, gdyż samica w tym czasie opiekuje się nimi w gnieździe. Ptak przesiadujący z pisklętami w komorze gniazdowej przytyka otwór wejściowy gniazda pęczkiem materiału gniazdowego. Młode są w pełni opierzone po 24–26 dniach od wyklucia. Para może wyprowadzić drugi lęg. Zdarza się to zwłaszcza na niższych wysokościach.

## Status
Przez IUCN gatunek klasyfikowany jest jako najmniejszej troski (LC, Least Concern). W całym zasięgu dość pospolity w odpowiednich środowiskach; w Armenii rzadki. Ogólna liczebność populacji nie jest znana, jednak ze względu na duży zasięg i brak widocznych zagrożeń BirdLife International uznało jej trend za stabilny. Według szacunków BirdLife International z 2015 roku w Europie występowało 33 200–107 000 kowalików dużych. Ptak występuje na 28 obszarach uznanych za ostoje ptaków IBA.